# Akta grodzkie i ziemskie

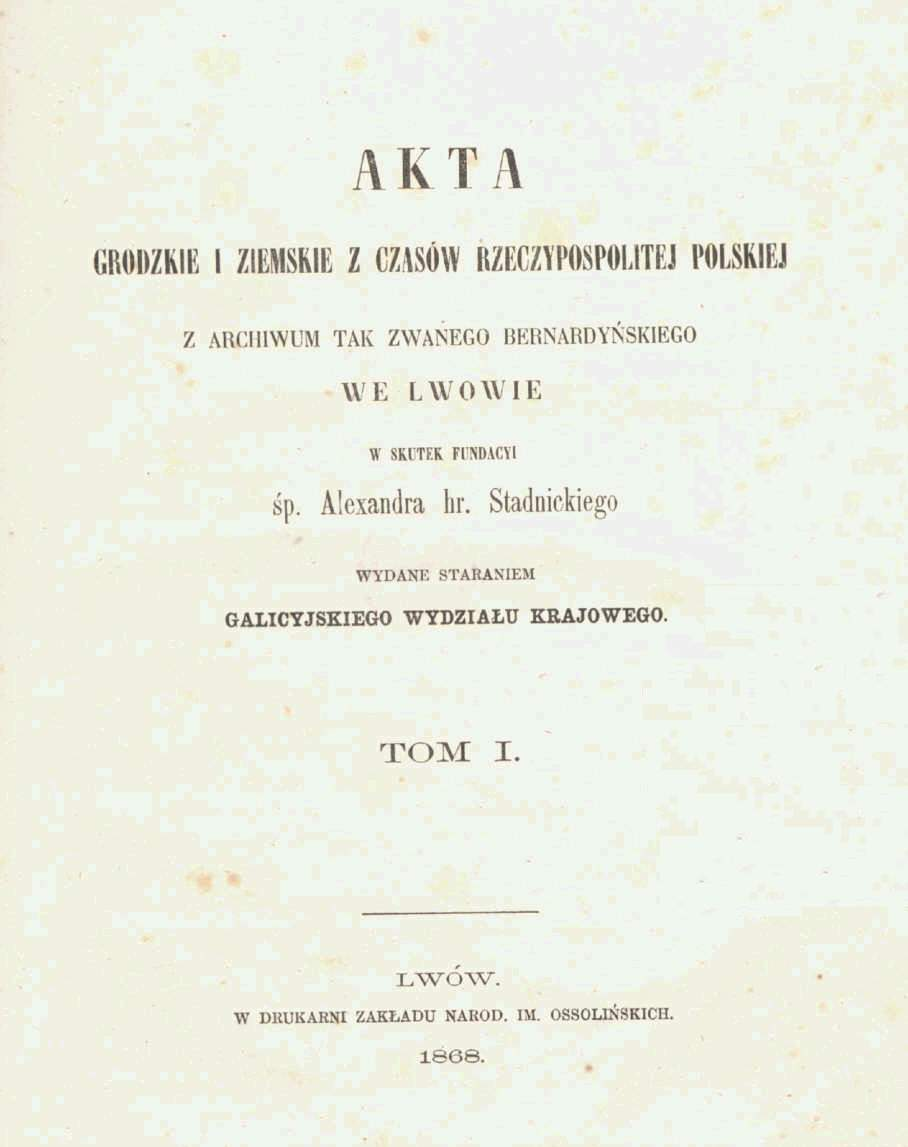
Akta Grodzkie i Ziemskie, rok 1868

Akta grodzkie i ziemskie z czasów Rzeczypospolitej polskiej z Archiwum tak zwanego bernardyńskiego we Lwowie — видані у 25-ти томах у 1868—1935 роках у Львові опрацьовані актові записи з часів Королівства Польського, Республіки Обох Націй (Речі Посполитої). Кошти для видання надав головно вчений, граф Александер Стадніцький. Виданню сприяв Галицький крайовий виділ. Іван Вагилевич брав участь у роботі над виданням.
Редакторами видання послідовно були Люціян Татомир (1836—1901), який підготував до публікації лише перший том, Ксаверій Ліске (1838—1891), Антоній Прохаска (1852—1930), Войцех Гейнош.
Земські та гродські акти (Acta terrestria et castrensia) належать до найцінніших джерел з історії українських земель XV-першої половини XVII ст. Вони виникли в результаті діяльности земських і гродських судів.
Земські (повітові) суди (Iudicia terrestria, termini particulares), засідаючи на сесіях («рочках»), розглядали цивільні справи шляхти (майнові, земельні, фінансові, прикордонні), фіксували угоди, транзакції, заповіти. У земські, як і в гродські книги, вносилися різноманітні документи і акти вищих урядових органів і посадових осіб Польсько-Литовської держави: королівські грамоти, привілеї, мандати, постанови сеймів, сеймові конституції, універсали, маніфести, маніфестація, розпорядження королів і гетьманів, інвентарі, люстрації. Серед земських книг виділяються три категорії: книги рішень (Libri decretorum), вироків (condemnationum) і реєстри справ (regestra causarum).
Гродські суди (iudicia, officia castrensia capitanealia), що отримали назву від їхнього місцеперебування в гродах (замках), очолювали старости та функціонували безперервно. Тому поряд із кримінальними справами вони перейняли деякі цивільні справи, які входили в компетенцію земських судів. У гродських книгах містяться численні офіційні документи, які набирали юридичну силу після їх посвідчення в суді. Внесені в судові актові книги дослівні (повні, без змін і скорочень) записи (головним чином угод, контрактів, заповітів та ін.) або виписи отримали назву «облята» (oblata). Розрізняються три види протоколів гродських судів: записи (inscriptionum), реляції, свідоцтва або звіти про судові процеси та їх закінчення (relationum), повноваження (plenipontentiarum).
Томи серії розподіляються на 3 групи:

1) містить переважно документи XIII — поч. XVI ст., які стосуються різних сторін історії феодального (світського і церковного) землеволодіння, історії епископій (головним чином римо-католицьких) на західноукраїнських і сусідніх, польських землях, міст, відносин з Молдовою та ін. (Т. I—IX). Документи в цих томах розташовані в хронологічній послідовності, проте без чіткого тематичного групування по томах;

2) регести XV—XVII ст. актів з Львівських гродських і земських книг (т. X);

3) судові акти і документи сеймиків XV—XVII ст. (Т. XI—XXIV).
Відомості про деякі томи.
- Том 11 — найдавніші записи сяніцьких судів 1423—1462
- Том 12 — найдавніші записи галицьких судів
- Том 13 — найдавніші записи судів перемиських і переворського 1436—1468
- Том 14 — найдавніші записи львівських судів 1440—1456[3]
- Том 17 — найдавніші записи львівських і перемиських судів 1469—1506